# Carlos Andrés Sánchez
Artikeln följer den spanska namnseden; faderns efternamn är Sánchez och moderns efternamn Arcosa.
Carlos Andrés Sánchez Arcosa, född 2 december 1984 i Montevideo, Uruguay, är en professionell fotbollsspelare (mittfältare) som i november 2015 skrev kontrakt med den mexikanska klubben CF Monterrey.